# Supraviețuitorul (film din 2008)
Supraviețuitorul este un film românesc din anul 2008, regizat de Sergiu Nicolaescu. A fost filmat la Studiourile MediaPro, iar unele secvențe au fost realizate la Praga, Palatul Snagov, Teatrul Odeon și Casa Oamenilor de Știință. A avut în distribuție actori ca Sergiu Nicolaescu, Vladimir Găitan, George Mihăiță și Jean Constantin, dar și vedete de televiziune ca Loredana Groza, Simona Pătruleasa și Cristina Rus. Varianta tânără a comisarului Moldovan a fost interpretată de Peter Falc în limba cehă și dublat de Sergiu Nicolaescu.

## Rezumat
Filmul se petrece pe două planuri, în anii '40 și '70. Totul începe în anul 1960 la închisoarea Făgăraș. După cel de-al Doilea Război Mondial, comisarul Moldovan a fost încarcerat de regimul comunist. Colonelul rus (Ion Dichiseanu) îl obliga să joace ruleta rusească, punând pariu de mai multe ori că va muri. Reușește să scape de 11 ori, după care este grațiat.
La sfârșitul anilor '70 Goldberg (Vladimir Găitan) îi propune să ia parte la o variantă inventată de el, ruleta rusească încrucișată, care presupunea ca oponenții să tragă unul în altul simultan. Adversar îi va fi Cristian Vasile (Ion Rițiu), care reușise să scape de moarte de 12 ori. Îl convinge pe Goldberg să-i dea un milion de dolari pentru a participa, pe care îi scoate din hotel cu ajutorul unui taximetrist (Cristian Iacob) și a lui Limbă (Jean Constantin). Intră într-o cursă pusă de Haral (George Mihăiță), pe care comisarul îl omoară în cimitir.
În timpul competiției, cei doi își deapănă amintiri din trecut, printre care întâlnirea comisarului cu Zarada (Ileana Lazariuc), adusă în țară de Goldberg și iubită de dizeurul Cristian. Iese din casă să-și cumpere țigări, iar pe stradă este omorâtă cu briciul de Haral (Tudor Mihăiță) și Uri (Tudor Munteanu) din ordinul lui Goldberg (Cristian Moțiu). Ajunși la 5 gloanțe din 6, Moldovan trage pe lângă, iar adversarul se sinucide împușcându-se în cap. După ce îl omoară pe Goldberg, comisarul descoperă șeful întregii operațiuni: chiar fostul colonel sovietic. Primul descarcă pistolul, acordându-i „aceeași șansă pe care a primit-o” la închisoare. Ambii trag, se pot observa gloanțele care ies din țevile pistoalelor. Stop cadru.

## Distribuție
- Sergiu Nicolaescu — comisarul Moldovan bătrân („Supraviețuitorul”), un ofițer de poliție care a fost deținut politic timp de 15 ani în închisorile comuniste și a fugit apoi în Occident
- Petr Falc — comisarul Moldovan tânăr
- Vladimir Găitan — Goldberg bătrân, proprietarul evreu al cazinoului Gold & Black, fost patron de baruri și cazinouri în Bucureștiul interbelic
- Cristian Moțiu — Goldberg tânăr (menționat Cristian Motiu)
- Ion Rițiu — Cristian Vasile bătrân („Latin Lover”), cântăreț român de muzică ușoară
- Lucian Viziru — Cristian Vasile tânăr
- Ileana Lazariuc — Rada Moldoveanu („Zarada”), iubita lui Cristian Vasile, o fată cumpărată de Goldberg de la o șatră de romi
- George Mihăiță — Haral („Haralambie”) bătrân, un fost bandit din Bucureștiul interbelic, fugit în străinătate
- Tudor Mihăiță — Haral tânăr
- George Alexandru — Uri bătrân, asociatul lui Haral, un fost „hoț de duzină” din Bucureștiul interbelic
- Tudor Munteanu — Uri tânăr
- Jean Constantin — Limbă, un borfaș bătrân emigrat în Occident, fost hoț de buzunare și informator al Poliției
- Loredana Groza — Miss Lorry, cântăreața de la cazinoul Gold & Black
- Ion Dichiseanu — colonelul rus, directorul închisorii Făgăraș
- Sorin Godi — arbitrul jocului de ruletă încrucișată de la cazinoul Gold & Black
- Bogdan Ioniță — Zavaidoc, cântăreț român de romanțe, rivalul lui Cristian Vasile
- Cristian Iacob — șoferul de taxi român din orașul vest-european (menționat Cristi Iacob)
- Cristian Șofron — deținutul care se împușcă la ruleta rusească în 1960
- Cristina Rus — amanta lui Goldberg din Bucureștiul interbelic
- Simona Pătruleasa — Antoanella Pegrini („Miss Europe”), prezentatoarea jocului de ruletă încrucișată de la cazinoul Gold & Black
- Mihaela Mihai — solista care cântă Lili Marleen
- Rodica Rusu — solista de cântece rusești de la grădina de vară bucureșteană
- Vitalie Ursu — mercenarul nr. 1, omul de încredere al lui Uri
- Cuzin Toma — mercenarul nr. 2, omul de încredere al lui Uri (menționat Toma Cuzin)
- Oltin Hurezeanu — tânărul ofițer de securitate care pariază pe comisar la jocul de ruletă rusească
- Valentin Rupiță — Borilă, omul de încredere al lui Goldberg din Bucureștiul interbelic (menționat Vali Rupiță)
- Cătălin Cățoiu — „Sergentul”, fost ofițer de marină, jucător de ruleta rusească
- Mihai Bendeac — „Poker”, jucător de ruleta rusească
- Cosmin Crețu — „Bravo”, jucător de ruleta rusească
- Radu Micu — „Billy the Kid”, fost soldat în Legiunea Străină, jucător francez de ruleta rusească
- Nicu Constantinescu — „Joker”, fost docher, jucător de ruleta rusească
- Marian Simion — „Preacher” („Predicatorul”), jucător german de ruleta rusească
- Geo Dobre — omul de încredere al lui Goldberg, însoțitorul comisarului la cazinoul Gold & Black
- Aurelian Burtea — comisar de poliție din Bucureștiul interbelic
- Ion Albu
- Adrian Ștefănescu
- Jean Polizache
- Constantin Păun (menționat Păun Constantin)
- Paul Fister

### Dublaj de voce
- Anastasia Lazariuc — solista de cântece rusești
- Sergiu Nicolaescu – comisarul Moldovan tânăr (nemenționat)

## Producție
Filmul a fost realizat de MediaPro Pictures cu sprijinul Centrului Național al Cinematografiei. Regizor secund a fost Emil Slotea.
Au colaborat cascadorii Ion Albu, Adrian Ștefănescu, Jean Polizache, Constantin Păun și Paul Fister. Coregrafi au fost Dumitru Botiș și Virgil Grigore. O parte din filmări au fost realizate în Cehia. Sunetul original a fost cules de Cristian Tarnovețchi, iar mixajul Dolby Mix a fost realizat de Cristinel Șirli.
Filmările au fost realizate în studiourile MediaPro. S-a filmat pe peliculă Kodak Vision, prelucrată în laboratorul Kodak Cinelabs România.
Sergiu Nicolaescu i-a avut în vedere pentru rolul tânărului comisar pe Dan Bittman și Mircea Badea, dar cu prilejul unei vizite la Praga l-a cunoscut pe cehul Petr Falc, care nu era actor profesionist. Falc avea statura regizorului, iar costumele lui Nicolaescu i s-au potrivit. Numai nasul nu semăna și a trebuit să fie făcut din ceară.
Jumătate din filmări au avut loc în timpul nopții.
Filmul a beneficiat de un buget de cca. 18 mld. lei vechi (1,8 mil. RON sau ~5 mil. $) și este unul dintre cele mai scumpe filme românești, titlul de cel mai scump film românesc este deținut de capodopera Mihai Viteazul (1971), la rându-i unul dintre cele mai apreciate filme istorice din lume, conform site-ului IMDB. Respectivul film a costat la vremea lui 44.000.000 lei, adică peste 7,3 milioane $, dar conform inflației dacă ar fi fost produs în anul 2018, costul său s-ar fi ridicat la peste 46 milioane de $. Revenid la filmul "Supraviețuitorul", acesta a fost filmat în 41 de zile, în care au participat o echipă de 84 de persoane și 45 de actori.
Vorbind despre producerea acestui film, Sergiu Nicolaescu a afirmat următoarele: „Nu a fost greu să filmez «Supraviețuitorul», eu mănânc filmul cu pâine. Fac filme grele, nu ușoare. [...] «Supraviețuitorul» este o încercare destul de curajoasă de-a mea de a readuce publicul la cinema, sper să reușesc”.
La finalul filmului, se aduc mulțumiri pentru sprijinul deosebit acordat companiilor Mindshare Media, Mediaedgecia, Mediacom România, Team Advertising, Optimedia, Tempo Advertising, Danone și Omniasig S.A.. Pe genericul de final este trecut 2007 ca an al realizării filmului.

## Plagiat după Mircea Cărtărescu
Scenariul filmului, de Sergiu Nicolaescu și Adina Mutăr, „respiră […] parfumul de plagiat”, prin faptul că preia identic elemente esențiale din povestirile „Ruletistul” de Mircea Cărtărescu și „Zaraza” de Andrei Ruse.

## Coloană sonoră
1. „Zaraza” - Bogdan Bradu
2. „Ochi cyornye” - Anastasia Lazariuc
3. „Kalinka” - Anastasia Lazariuc
4. „Katyusha” - Anastasia Lazariuc
5. „De când m-a aflat mulțimea” - Bogdan Mihai Ioniță
6. „Pe cer s-a stins o singură stea” - Bogdan Bradu
7. „Hopai-diri-diri” - Loredana
8. „Pentru tine am făcut nebunii” - Nicolae Nițescu
9. „Habar n-ai tu” - Loredana
10. „Un vapor” - Loredana
11. „Coșarul” - Loredana
12. „Besame mucho”
13. „Non, je ne regrette rien” - Loredana
14. „L'accordeoniste” - Loredana
15. „Que sera, sera (Whatever will be, will be)” - Loredana
16. „Lily Marlene” - Mihaela Mihai
17. „Rum and Coca Cola” - Loredana
18. „Secret love” - Loredana
19. „As time goes by”
20. „Be my getz”
21. „Cool for miles”
22. „Sweet nights”

## Recepție

### Lansare
Filmul Supraviețuitorul a avut premiera la 11 aprilie 2008 la șase cinematografe. El a fost vizionat de 26.575 de spectatori și s-a clasat astfel pe primul loc în clasamentul celor mai vizionate filme românești din anul 2008, fiind urmat de Restul e tăcere al lui Nae Caranfil (cu 22.670 spectatori) și Boogie al lui Radu Muntean (cu 18.207 spectatori).
În primul weekend, filmul a ocupat poziția a 2-a în box-office-ul românesc cu cei 6.524 spectatori. În cele 16 săptămâni cât a rulat în anul 2008 a reușit să fie filmul românesc cel mai de succes al anului respectiv, ocupând poziția 59 în privința încasărilor totale. Producția a dezamăgit atât din punct de vedere critic, cât și din punct de vedere al acoperirii costurilor de producție deoarece cei 26.772 de spectatori nu au adus decât 339.345 RON producătorilor.
Sergiu Nicolaescu s-a plâns în volumul său de memorii că filmului nu i-a fost lăsat suficient timp pentru a cuceri spectatorii, deoarece a apărut în septembrie (după cinci luni de la premieră) pe DVD-uri și la televiziune.

### Aprecieri critice
Cinefilii români și străini îl consideră un film slab datorita jocului actoricesc mediocru și numeroaselor neconcordanțe dintre acțiune și personaje precum și faptul că personajul interpretat de Nicolaescu (sau cms. Moldovan ) are un 'noroc' incredibil, el reușind să se ferească de gloanțe și să joace ruletă rusească de 6 ori, reușind să evite glonțul de 5 ori.
Filmul a avut mai multe neconcordanțe temporale, putând fi văzute monede din era leului greu, o furgonetă Iveco și un Nissan X-trail și alte elemente apărute recent.